# Zaibatsu

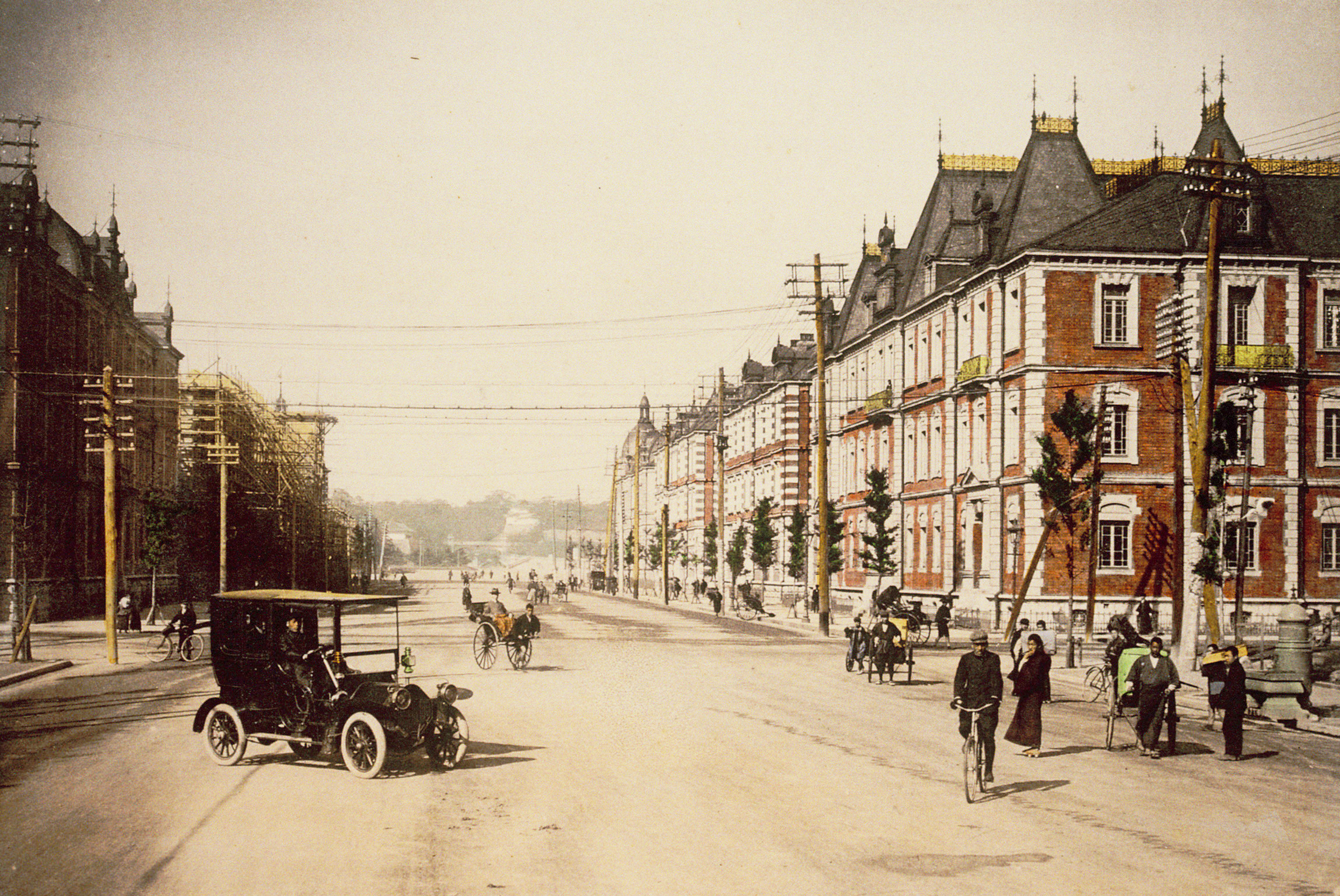
Antigua Calle Marunouchi Tokio 1920. En la distancia está el Puente Nijubashi del Palacio Imperial. También es visible la sede de Mitsubishi (zaibatsu)

En Japón, el término zaibatsu (財閥?) que literalmente significa "camarilla financiera", define a un gran grupo de empresas que están presentes en casi todos los sectores económicos. Las empresas que forman un zaibatsu suelen formar parte del accionariado de otras empresas del grupo, en una participación cruzada.

## El periodo de entreguerras
En el periodo anterior al comienzo de la Segunda Guerra Mundial, los zaibatsu dominaron la economía japonesa, siendo controlados por poderosas familias. Los denominados cuatro grandes, que eran Mitsubishi, Mitsui, Sumitomo y Yasuda, durante 1937 controlaban un tercio de los depósitos bancarios de todo Japón, un tercio del comercio exterior, la mitad de la producción naval y la gran mayoría de la industria pesada.

## Posguerra
Entre 1945 y 1947, durante la ocupación estadounidense, estos consideraban que los zaibatsu eran dominados por grupos muy pequeños de personas que habían logrado controlar la economía de Japón durante toda su historia moderna, por lo que quisieron desmantelar, haciéndolos responsable del militarismo japonés y su papel durante la guerra. Los zaibatsu no desaparecerían, pero tomaron una estructura diferente que actualmente recibe el nombre de keiretsu. A lo largo de 1948, el temor estadounidense ante el avance comunista en Asia, hizo suavizar su postura contra estos conglomerados.
Algunos zaibatsu: Mitsubishi, Mitsui, Sumitomo, Itochu, Marubeni, Nichimen, Kanematsu, Fuji.